# Бахтияр (фильм, 1955)
«Бахтияр», или «Любимая песня» (азерб. Bəxtiyar) — азербайджанский советский фильм 1955 года.

## О фильме
Герой фильма Бахтияр Мурадов обладает прекрасным голосом и мечтает стать нефтяником, как и его отец. Он становится буровым мастером, а его любимая девушка Саша Верховская уезжает в Москву поступать в геологоразведочный институт. Соперник Бахтияра — толстяк Юсуф, едет вместе с ней, мечтая посвятить себя торговому делу. Уже работая на нефтяных промыслах Бахтияр попадает в руки жуликоватого директора клуба Агабалы, который использует его талант в своих корыстных целях. Во время одного из своих эстрадных выступлений Бахтияр срывает голос и понимает, что пение это не только талант, но и тяжёлый труд и решает поступать в консерваторию. Однако всё складывается таким образом, что певец не может не петь, торгаш не может не торговать, а любимая не может забыть любимого..

## В ролях
- Рашид Бейбутов — Бахтияр Мурадов (озвучивание — Виктор Рождественский)
- Тамара Чернова — Саша Верховская
- Фаик Мустафаев — Юсиф
- Агасадых Герайбейли — заведующий клубом Агабала Гусейнов
- Мамедрза Шейхзаманов — профессор Теймур Раджабов
- Исмаил Эфендиев — Исмаилов
- Константин Мякишев — Дмитрий Верховский (озвучивание — Яков Беленький)
- Татьяна Пельтцер — тётя Наташа
- Лютфи Мамедбеков
- Мухлис Джанизаде — Карим
- Исай Гуров — Петя
- Минавар Калантарли — Гюльзар Гусейнова
- Мамед Садыков — мир Гамид
- Ага Гусейн Джавадов — Рза
- Софа Басирзаде
- Сулейман Аскеров

## Съёмочная группа
- Директор картины — Башир Кулиев Шамиль оглы.

## Ссылка
- «Любимая песня (Бахтияр)». RUSKINO.RU